# Goalanda

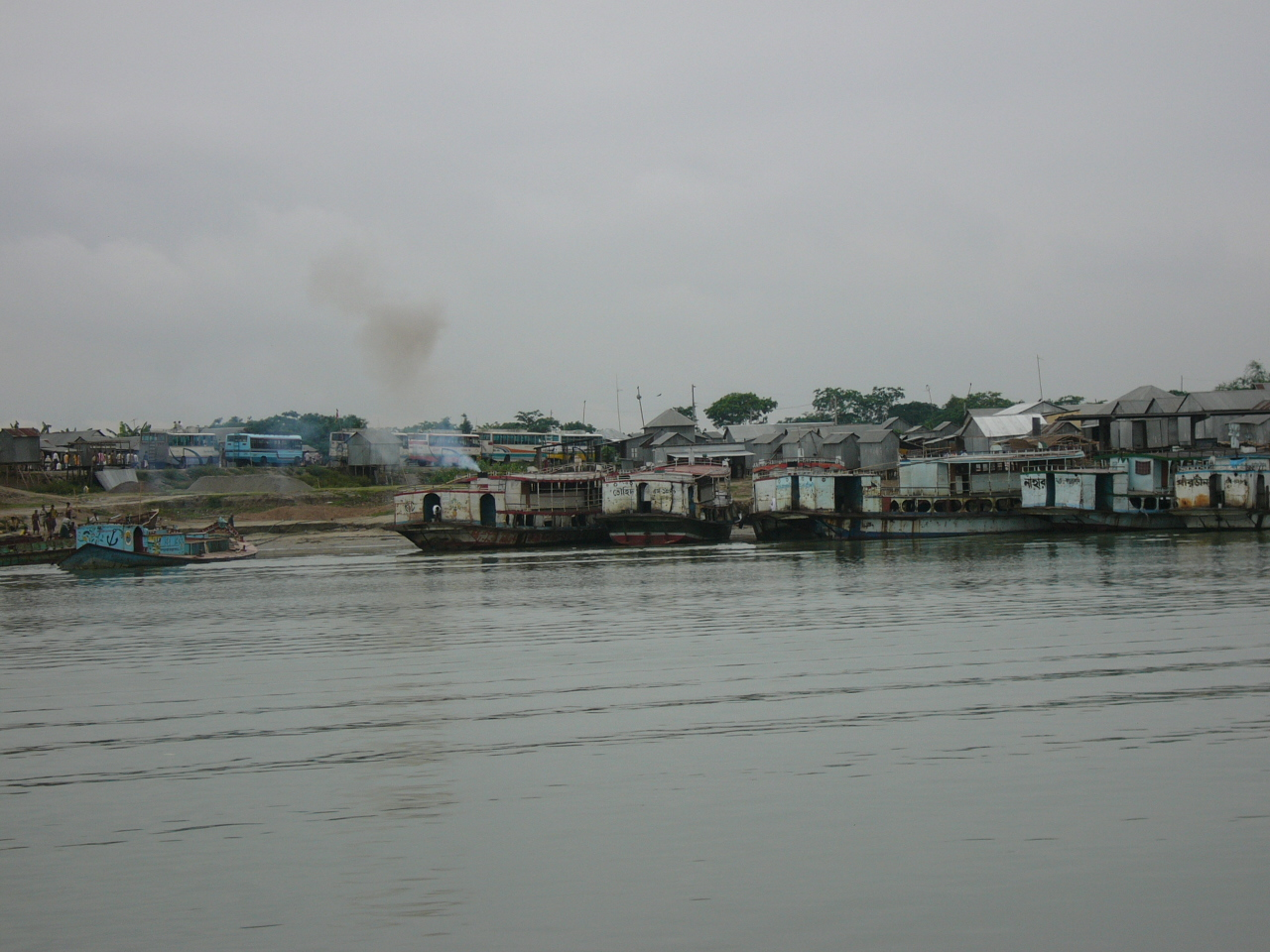
Färjehamnen i Goalanda.

Goalanda (eller Goalanda Ghat) är en stad i distriktet Rajbari i Dhakaprovinsen i Bangladesh. Staden hade 18 663 invånare vid folkräkningen 2011, med förorter 30 190 invånare. Läskunnigheten i staden låg på 58,5 procent 2011. Goalanda utgör centrum i det administrativa området (upazila) Goalanda. En viktig färjehamn i staden förbinder området med huvudstaden Dhaka. Goalanda blev en egen kommun 2000.